# 花園角二號
花园角二号位于中国江西省南昌市东湖区花园角，在八一公园至军官教育团旧址之间，是“八一”南昌起义时朱德的旧居。
建筑为砖木结构两层楼房，有前后两进，面积436.92平方米。1927年春，朱德在南昌创办军灾民教育团并担任南昌公安局局长时租下了这所住宅。四·一二事件后，朱德被迫离开南昌。7月，朱德从武汉返南昌，仍居此。1927年7月下旬，为组织南昌起义，周恩来从武汉秘密来到南昌，一度也居住在这里。旧居的一楼北侧是朱德的卧室，南、北前房及正房是警卫员的住房。二楼北侧是郭沫若的住房，他曾在此写下《请看今日之蒋介石》。1977年修复。
- 内部
- 天井后侧有楼梯通往二楼
- 朱德卧室
- 文物保护单位标志